# إيبانيس روشا
إيبانيس روشا (من مواليد 10 يوليو 1971) هو سياسي برازيلي ومحامي والحاكم الحالي للمقاطعة الفيدرالية. هزم الحاكم الحالي رودريغو روليمبرج بنسبة 69٪ من الأصوات الشعبية. يعتبر روشا عضوًا في الحركة الديمقراطية البرازيلية، وهي أول منطقة فيدرالية من سكانها يشغلون منصب حاكمها.